# 4982 Bartini
4982 Bartini је астероид главног астероидног појаса чија средња удаљеност од Сунца износи 2,780 астрономских јединица (АЈ).
Апсолутна магнитуда астероида је 13,2.